# Wilhelm z Hesji-Darmstadt
Wilhelm Ludwig Friedrich Georg Emil Philipp Gustav Ferdinand von Hessen und bei Rhein (ur. 6 listopada 1845 w Bessungen, zm. 24 maja 1900 w pałacu Rosenhöhe) – książę Hesji i Renu, generał piechoty.

## Życiorys
Książę Wilhelm był najmłodszym dzieckiem księcia Karola von Hessen-Darmstadt (1809–1877) i księżniczki pruskiej Elżbiety (1815–1885), córki Wilhelma Pruskiego (1783–1851) oraz księżniczki Marii Anny (1785–1846). Miał troje rodzeństwa: Ludwika (1837–1892), Henryka (1838–1900) i Annę (1843−1865). Ludwik został w 1877 roku wielkim księciem Hesji i Renu, zaś Anna była żoną wielkiego księcia Meklemburgii, Fryderyka Franciszka II.
Mieszkał wraz z rodziną w pałacu Rosenhöhe. Podobnie jak starsi bracia, książę Wilhelm po zakończeniu nauki rozpoczął służbę wojskową, którą zakończył w stopniu generała z chwilą zawarcia małżeństwa (24 lutego 1884 we Francji) z Józefiną Bender, hrabiną Lichtenberg (1857–1942). Mieli jednego syna, Gotfryda von Lichtenbeg (1877–1914).
Jako członek wielkoksiążęcego domu był Wilhelm automatycznie w latach 1872–1900 członkiem pierwszej Izby stanów krajowych Wielkiego Księstwa Hesji.
Interesował się sztuką, szczególnie muzyką, i często odwiedzał Bayreuth, gdzie tworzył Richard Wagner (1813–1883). Był przyjacielem żony Wagnera, Cosimy. Siostrą jego matki była matką króla bawarskiego, Ludwika II, z którym Wilhelm utrzymywał przyjacielskie stosunki i prawdopodobnie należał do nielicznych ludzi, którymi król Ludwik II nie był rozczarowany
Zmarł 24 maja 1900 roku w wieku niespełna 55 lat.

## Odznaczenia
W 1879:
- Krzyż Wielki Orderu Ludwika (Hesja)
- Order Lwa Złotego (Hesja)
- Krzyż Wielki Orderu  Filipa z Mieczami (Hesja)
- Order Zasługi Wojskowej (Hesja)
- Odznaka za Służbę Polową (Hesja)
- Krzyż Żelazny II kl. (Prusy)
- Order Świętego Huberta (Bawaria)
- Order Leopolda I kl. (Belgia)
- Order Korony Wendyjskiej I kl. (Meklemburgia)
- Krzyż Zasługi Wojskowej II kl. (Meklemburgia)
- Order Domowy i Zasługi I kl. (Oldenburg)
- Order Świętego Andrzeja Apostoła (Rosja)
- Order Świętego Aleksandra Newskiego (Rosja)
- Order Orła Białego (Rosja)
- Order Świętej Anny I kl. (Rosja)
- Order Świętego Jerzego IV kl. (Rosja)